# وثائقي زائف

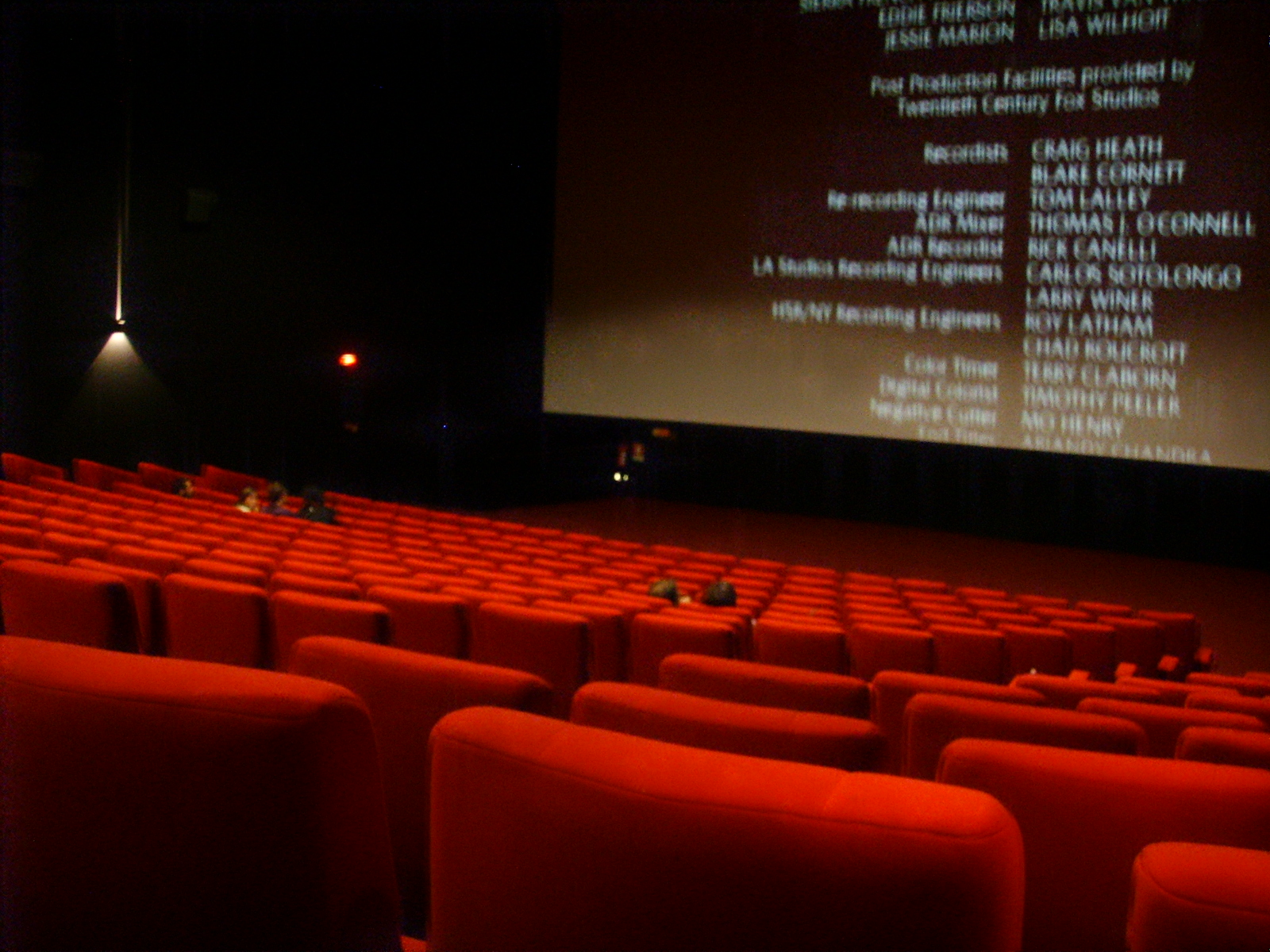
سينما تعرض الافلام الوثائقية الساخرة

وثائقي زائف (بالإنجليزية: Pseudo-documentary)‏ هو فيلم أو إنتاج فيديو يأخذ شكل أو أسلوب فيلم وثائقي ولكنه لا يصور أحداثًا حقيقية. بدلاً من ذلك، يتم استخدام العناصر النصية والخيالية لرواية القصة. لا يُقصد بالفيلم الوثائقي الزائف، على عكس الفيلم الساخر mockumentary ذي الصلة، دائمًا السخرية أو الفكاهة. قد تستخدم تقنيات الكاميرا الوثائقية ولكن مع مجموعات ملفقة أو ممثلين أو مواقف، وقد تستخدم المؤثرات الرقمية لتغيير المشهد المصور أو حتى إنشاء مشهد اصطناعي بالكامل.

## أمثلة على الأفلام الوثائقية الزائفة
اكتسب أورسون ويلز سمعة سيئة من خلال برنامجه الإذاعي وخدعته حرب العوالم التي خدعت المستمعين في التفكير في أن المريخ يغزو الأرض. يقول الناقد السينمائي جوناثان روزنباوم أن هذا هو أول فيلم وثائقي زائف لويلز. تم استخدام عناصر وثائقية زائفة لاحقًا في أفلامه الطويلة. على سبيل المثال، أنشأ ويلز فيلمًا وثائقيًا زائفًا ظهر في فيلمه عام 1941 المواطن كين، وبدأ فيلمه عام 1955، السيد أركادين، بمقدمة وثائقية زائفة.
قدم بيتر واتكينز عدة أفلام بأسلوب وثائقي زائف. كان يُنظر إلى فيلم «لعبة الحرب The War Game» عام 1965، التي تناولت قصفًا نوويًا مزيفًا لإنجلترا، على أنها واقعية بشكل مقلق لدرجة أن هيئة الإذاعة البريطانية اختارت عدم بثها. حاز الفيلم على جائزة الأوسكار لأفضل فيلم وثائقي. تشمل أفلام واتكينز الأخرى مثل «ساحة العقاب Punishment Park» عام 1971، وفيلم «البلدية La Commune» عام 2002.
يقوم فيلم «ماد ماكس2» بتوضيح القصة من خلال عرض تسلسل مرحلي من الصور الوثائقية المصممة لإبلاغ المشاهد أن ما يلي هو تداعيات حرب عالمية مروعة.  
تعرضت أساليب الفيلم الوثائقي الزائف لانتقادات حادة في بعض الحالات، ولا سيما مع فيلم (JFK) أوليفر ستون عام 1991، والذي يمزج بين الحقيقة والخيال لتعزيز وجهة نظر ستون بأن جون كينيدي كان ضحية مؤامرة. يخلط الفيلم بين اللقطات الفعلية للقاتل المزعوم لي هارفي أوزوالد والصور المسرحية للممثل غاري أولدمان الذي يلعب دور أوزوالد. التسلسلات الحديثة مضاءة بشكل سيئ وهي مصطنعة محببة ومخدوشة بحيث تبدو وكأنها فيلم 16 ملم من حقبة 1963. يستخدم ستون تنسيق الفيلم الوثائقي الزائف للتأثير على المشاهد من خلال تقديم نظرية المؤامرة بطريقة علمية وموثوقة.

## خيال مزيف
يرتبط مفهوم «الخيال الوهمي Fake-fiction»، وعلى النقيض تمامًا منه. يأخذ فيلم الخيال المزيف شكل فيلم خيالي مرحلي، بينما يصور في الواقع أحداثًا حقيقية غير مكتوبة. صاغ بيير بيسموث فكرة الرواية المزيفة لوصف فيلمه عام 2016 أين روكي الثاني؟ Where Is Rocky II، والذي يستخدم طريقة وثائقية لإخبار قصة حقيقية غير مكتوبة، ولكن تم تصويره وتحريره ليبدو وكأنه فيلم روائي. إن تأثير هذه الجمالية الخيالية هو على وجه التحديد إلغاء الإحساس بالواقع، مما يجعل الأحداث الحقيقية تبدو كما لو كانت منظمة أو مبنية. على عكس الخيال المزيف، لا يركز الخيال المزيف على الهجاء، وبالتمييز مع الوثائقي، فإنه لا يعيد عرض الإصدارات الخيالية من أحداث الماضي الحقيقي.
صانع أفلام آخر يمكن ربط عمله بمفهوم الرواية المزيفة هو جيانفرانكو روزي. على سبيل المثال تستخدم لعبة «تحت مستوى البحر Below Sea Level» لغة السينما الخيالية في عرضها للمواد الوثائقية غير المخطوطة. قال روزي عن عمله الخاص، «لا يهمني أن أصنع فيلمًا روائيًا أو وثائقيًا - بالنسبة لي إنه فيلم، إنه شيء سردي».

## وصلات خارجية
https://www.thefreedictionary.com/Pseudo+documentary وثائقي زائف
https://www.filmfreakcentral.net/ffc/pseudo-documentary/ وثائقي زائف
http://pop-verse.com/2016/02/01/why-pseudo-documentaries-continue-to-appeal/ وثائقي زائف
https://www.fandor.com/movie-genres/cult/hyperreality/pseudo-pseudodocumentary-films-379 وثائقي زائف